# Шатне (Горња Саона)
Шатне (фр. Châteney) насеље је и општина у источној Француској у региону Франш-Конте, у департману Горња Саона која припада префектури Лир.
По подацима из 2011. године у општини је живело 48 становника, а густина насељености је износила 18,46 становника/km². Општина се простире на површини од 2,6 km². Налази се на средњој надморској висини од 360 метара (максималној 414 m, а минималној 287 m).

## Демографија
| 1962. | 1968. | 1975. | 1982. | 1990. | 1999. | 2011. |
| ----- | ----- | ----- | ----- | ----- | ----- | ----- |
| 56    | 60    | 44    | 40    | 46    | 44    | 48    |

График промене броја становника у току последњих година